# Arroyo Hualcupén
Arroyo Hualcupén är en flod  i Argentina.   Den ligger i provinsen Neuquén, i den sydvästra delen av landet, 1 200 kilometer väster om huvudstaden Buenos Aires.
Omgivningen kring Arroyo Hualcupén är i huvudsak ett öppet busklandskap och området är nästan obefolkat, med mindre än två invånare per kvadratkilometer.